# 土浦市立大岩田小学校
土浦市立大岩田小学校（つちうらしりつおおいわたしょうがっこう）は茨城県土浦市大岩田にある公立小学校。

## 沿革
（この節の出典）
- 1872年（明治5年） - 大岩田の法泉寺に開校。
- 1874年（明治7年） - 岩松学舎と名付けられる。
- 1877年（明治10年） - 岩田学校と改称。
- 1885年（明治18年） - 中村小学校との合併に伴い廃校。
- 1888年（明治21年） - 中村小学校の分教場となる。
- 1890年（明治23年） - 大岩田小学校として独立。
- 1940年（昭和15年）4月 - 大岩田国民学校と改称。
- 1947年（昭和22年）4月 - 土浦市立大岩田小学校と改称。
- 1958年（昭和33年）12月1日 - 校章を制定。（創立記念日）

## 通学区域
（この節の出典）
- 大岩田
- 桜ヶ丘
- 霞ヶ岡町
- 小岩田東（一・二丁目）
- 小岩田西（一・二丁目）
- 烏山（一 - 五丁目）

## 進学先中学校
- 土浦市立土浦第六中学校

## 特記事項
- 土浦小学校、下高津小学校、東小学校に次いで土浦市内で4番目に歴史の古い小学校である。